# Доскоч Павло Іванович
Павло Іванович Доскоч (нар. 8 жовтня 1971, м. Хоростків, Україна) — український співак, автор та виконавець власних пісень. Заслужений артист України (2018).

## Життєпис
Народився 8 жовтня 1971 року в місті Хоростків Гусятинського району Тернопільської області України.
Закінчив Хоростківську середню школу, Івано-Франківський педагогічний інститут (музично-педагогічний факультет). Перша й одна з кращих пісень «Падала зірка» була написана в студентські роки.
На даний час проживає в м. Копичинці Чортківського району, Тернопільської області. Разом із дружиною  виховують двох синів  15 та 13 років. Обидва мають хист до музики. Старший — Станіслав  віртуозно грає на акордеоні, випустив свій перший альбом «Дебют».
Працював вчителем музики у Тернопільській загальноосвітній школі № 27. Через несподівану хворобу матері змушений виїхати на 3 роки в Італію, щоб заробити кошти на операцію. Робота за кордоном допомогла придбати добру музичну апаратуру й мати змогу концертувати.

### Захоплення
Павло Доскоч колекціонує музичні інструменти. У своїй колекції має  флейту, акордеон, фортепіано, банджо, кілька гітар, баян, інші. 
Хоча професійно грає на баяні й гітарі, він  полюбляє вивчати популярні твори на саксофоні.

## Творчість
Пише у стилі «популярна музика». Співпрацював із аранжувальниками тернопільщини-Сергієм Кравцем, Андрієм Макухом, Сергієм Родьком,Юрієм Майдаником,Романом Стецем.
Павло Доскоч записав  понад 150  пісень та 14 авторських компакт-дисків. Пише пісні й для інших виконавців. 
Усі альбоми співака тиражувала тернопільська студія звукозапису «Гроліс». 
Співає виключно українською мовою та наживо.

## Нагороди
- Заслужений артист України (2018) — за значний особистий внесок у державне будівництво, соціально-економічний, науково-технічний, культурно-освітній розвиток Української держави, вагомі трудові досягнення, багаторічну сумлінну працю [1].